# محمد شطح
محمد بهاء شطح (1951 - 27 ديسمبر 2013) هو سياسي واقتصادي لبناني ووزير المالية اللبناني منذ يوليو 2008 وحتى نوفمبر 2009، ويعد من أبرز مستشاري تيار المستقبل اللبناني، وأحد أعضاء قوى 14 آذار، وُلد عام 1951 في طرابلس بلبنان، وهو خريج بكالوريوس اقتصاد من الجامعة الأمريكية في بيروت عام 1974، وحاصل على الدكتوراه من جامعة تكساس عام 1983.

## حياته المهنية
- عين نائب محافظ البنك المركزي اللبناني[2]،
- كما عمل في صندوق النقد الدولي في واشنطن[3][4]
- عمل سفيراً للبنان في واشنطن منذ 1997 وحتى 2000.
- كما شغل منصب مستشار رئيس الحكومة عام 2005.[5]

## مواقفه السياسية
ويعد شطح من أبرز السياسيين اللبنانيين المؤيدين للثورة السورية.

## مقتله
في 27 ديسمبر 2013، قُتل محمد شطح في انفجار سيارة مفخخة من نوع هوندا الساعة 9 صباحاً بمنطقة وسط بيروت في العاصمة اللبنانية بيروت، وأسفر الانفجار عن مقتل 7 أشخاص من بينهم مرافقي محمد شطح، وإصابة 71 شخصاً آخرين. وقد أدى الانفجار إلى تضرر مبان مجاورة لمكان الحادث؛ وقد أثار مقتله جدلاً وخلافاً حول الجهة المنفذة لقتله.